# Camilla, Georgia
Camilla är en stad i den amerikanska delstaten Georgia med en yta av 15,8 km² och en folkmängd som uppgår till 5 669 invånare (2000). Camilla är administrativ huvudort i Mitchell County.

## Kända personer från Camilla
- Oscar Branch Colquitt, politiker, guvernör i Texas 1911-1915